# Shannon Larkin
Shannon Larkin, vero nome James Shannon Larkin (Chicago, 24 aprile 1967), è un batterista statunitense, conosciuto soprattutto per l'attività di batterista nella band alternative metal Godsmack.
Prima dei Godsmack, suonò in svariate band: Amen, Candlebox, Snot, Back Alley Gators, Souls at Zero e Ugly Kid Joe.

## Biografia
Shannon Larkin ha iniziato a suonare la batteria all'età di 10 anni. Sebbene i suoi genitori non fossero musicisti, erano amanti della buona musica e iniziarono a fargli ascoltare band come The Beatles, Johnny Cash, Elvis, Credence, Janis Joplin, Jimi Hendrix e i The Who, ma è stata la sorella maggiore che ha inconsapevolmente trasmesso la passione a Shannon facendogli ascoltare il suo album preferito, Rush's Hemispheres, moltissime volte. Subito dopo, iniziò ad ascoltare i Led Zeppelin e il rispettivo album II, così decise di chiedere ai genitori un set di batteria.
La prima vera grande etichetta discografica Larkin la ebbe con i Wratchild America. Originariamente la band era chiamata solamente "Wratchild", ma sfortunatamente, c'era già una band britannica con lo stesso nome, così optarono per cambiarlo. Per non causare grattacapi legali aggiunsero America al nome, e così i Wratchild America nacquero.
Dopo aver registrato 2 album con l'Atlantic Records, la band venne abbandonata dall'etichetta, causa le poche vendite. Larkin, d'accordo con gli altri della band (Brad Divens, Terry Carter e Jay Abbene) disfò la band Wratchild America solo per risorgere come Souls at Zero.
I Souls at Zero firmarono per la ora defunta etichetta Energy Records. Il loro album di debutto omonimo ha ricevuto buone critiche e uguali commenti dai fan.
Nel frattempo, Larkin formò un side-project chiamato MF Pitbulls, i cui membri formeranno in futuro la band Snot. Jamie Miller, membro dei MF Pitbulls, divenne batterista dei Solus at Zero, subito dopo che Larkin suonò con gli Ugly Kid Joe. D'accordo con il manager dei Wrathchild America/Souls at Zero, Chip Seligman, Larkin fu il primo a suggerire Miller come suo rimpiazzo. Larkin rimpiazzò Miller nell'album Strait Up degli Snot.
Larkin registrò 2 album con gli Ugly Kid Joe, dopo la band non ne fece più. Anch'essendo un musicista che lotta, si trovò senza band. Ma la fortuna vuole che Larkin si trovò a suonare con un'altra band. La band erano gli Amen di Casey Chaos. Larkin è stato consigliato agli Amen dal produttore degli Slipknot, Ross Robinson. Larkin registrò 2 album con gli Amen (Amen e We Have Come for Your Parents), lasciò la band come musicista da tour, anche continuando a registrare (incluso Death Before Musick e l'album senza-nome, del 2009).
Larkin ha anche registrato l'album Hard to Swallow con i Vanilla Ice e Worship and Tribute con i Glassjaw.
Poco dopo, Larkin ebbe una chiamata dal suo vecchio amico Sully Erna che lo voleva per suonare la batteria nella sua band, i Godsmack. Larkin ha rimpiazzato Tommy Stewart e successivamente registrò il primo album con i Godsmack: Faceless.
A luglio 1997 Larkin suonò la batteria per uno show live dei Black Sabbath, la finale dell'Ozzfest del '97. Tale data è stata in realtà un concerto "trucco" per una data posticipata in precedenza nel tour. Il batterista regolare per quel tour (Mike Bordin) non ha potuto fare il concerto a causa di conflitti di programmazione, in modo tale che Larkin è intervenuto per questo concerto solitario, non è mai stato destinato ad essere un membro permanente del Black Sabbath.
Per gli Stone Sour ha suonato nella traccia 30/30-150 e The Day I Let Go, dell'album Com What(ever) May. Il motivo fu che a quel tempo Roy Mayorga, che registrò l'album, non aveva tempo di finire la registrazione perché doveva andare in tour con i Soulfly. Roy Mayorga e Nick Raskulinecz suggerirono Larkin per registrare. Fece anche un progetto nel 1997 con Glenn Tipton (Judas Priest) e altri artisti inclusi John Entwistle, Cozy Powell, Billy Sheehan e Robert Trujilo, chiamato Baptizm of Fire.
Suona per i Godsmack rimpiazzando il primo batterista Tommy Stewart nel giugno 2002. Ha registrato gli album: Faceless (in parte), IV, Good times Bad times 10 years of Godsmack, The Other Side e The Oracle. Grazie alla sua attuale band è riconosciuto come uno dei migliori batteristi Heavy e Alternative in circolazione.
Ha lavorato anche in un side-project con il compagno dei Souls at Zero, Jay Abbene, chiamato Kiddie Porn.

## Equipaggiamento
- Yamaha

```
Birch Custom Absolute Drums
+ 24"x18" Kick Drum
+ 10x8" Tom
+ 12"x9" Tom
+ 13"x10" Tom
+ 14"x12" Floor Tom
+ 16"x16" Floor Tom
+ 14"x6" Snare
```

- Toca Precussion
  - 14"6" Timbale
- Yamaha Electronic Drums
  - Yamaha Drum Pad
- DDrum Precussion
  - 20" and 22" Deccabons
- Yamaha Hardware

```
o 800 Series
o Flying Dragon pedals
```

- Sabian Cymbals
  - 13" Paragon Hi-Hat
  - 14" Paragon Hi-Hat
  - 8" Paragon Splash
  - 10" Paragon Splash
  - 16" AA Crash
  - 19" AA Rock Crash
  - 20" Vault Crash
  - 20" Paragon Chinese
  - 20" Paragon Chinese
  - 22" Hand Hammered Powerbell Ride
- Heads
  - Remo
- Vic Firth drumsticks
  - "American Rock Classic" Sticks